# Mariusz Wołos
Mariusz Jacek Wołos (ur. 16 sierpnia 1968 w Koszalinie) – polski historyk, edytor źródeł, sowietolog i eseista, profesor nauk humanistycznych, pracownik Uniwersytetu Komisji Edukacji Narodowej w Krakowie i Instytutu Historii PAN w Warszawie.

## Życiorys
Jest absolwentem studiów historycznych (specjalność archiwalna) na Uniwersytecie Mikołaja Kopernika w Toruniu (1992), gdzie się doktoryzował w 1997 na Wydziale Nauk Historycznych na podstawie rozprawy pt. Alfred Chłapowski – poseł i ambasador Rzeczypospolitej we Francji w l. 1924-1936. Studium z dziejów stosunków polsko-francuskich. W 2004 na tym samym Wydziale uzyskał stopień naukowy doktora habilitowanego nauk humanistycznych na podstawie dorobku naukowego oraz rozprawy pt. Francja – ZSRR. Stosunki polityczne w latach 1924–1932.
W 2014 uzyskał tytuł naukowy profesora.
Pracował jako asystent, adiunkt, następnie profesor nadzwyczajny w Instytucie Historii i Archiwistyki UMK w Toruniu od 1 października 1993 do 31 maja 2011. Od 1 stycznia 2006 pracuje na stanowisku docenta, a obecnie profesora w Instytucie Historii PAN w Warszawie. Od 1 października 2011 był zatrudniony na stanowisku profesora nadzwyczajnego w Katedrze Historii Najnowszej Instytutu Historii i Archiwistyki Uniwersytetu Komisji Edukacji Narodowej w Krakowie. Od 2015 r. był kierownikiem Katedry Najnowszej Historii Powszechnej w tymże Instytucie. Od 1 maja 2016 jest zatrudniony na stanowisku profesora zwyczajnego. Obecnie pełni funkcję kierownika Katedry Historii Najnowszej i Edukacji Historycznej.
W latach 2004–2005 był zastępcą dyrektora Instytutu Historii i Archiwistyki UMK, a w latach 2005–2007 prodziekanem Wydziału Nauk Historycznych UMK w Toruniu. Od 1 sierpnia 2007 do 31 lipca 2011 był dyrektorem Stacji Naukowej PAN w Moskwie i Stałym Przedstawicielem PAN przy Rosyjskiej Akademii Nauk. W kadencji 2016-2020 pełnił funkcję prorektora ds. nauki Uniwersytetu Pedagogicznego im. Komisji Edukacji Narodowej w Krakowie.
Pełni funkcję przewodniczącego polsko–rosyjskiej komisji dwustronnej do spraw doskonalenia treści podręczników szkolnych historii.
W latach 2015–2021 był redaktorem naczelnym periodyku naukowego „Res Gestae. Czasopismo Historyczne”.
30 sierpnia 2013 r. został powołany na członka sześcioosobowej Rady Naukowej ds. Historycznych – organu doradczego przy ministrze spraw zagranicznych. Funkcję tę pełnił do rozwiązania Rady w lipcu 2016 r.
Był członkiem i sekretarzem naukowym Prezydium Komitetu Nauk Historycznych PAN w kadencji 2015-2019. Został wybrany ponownie członkiem Komitetu Nauk Historycznych w kadencji 2024-2027.
W 2019 został członkiem Rady Doskonałości Naukowej I kadencji (1 czerwca 2019 – 31 grudnia 2023), zaś w 2023 II kadencji (1 stycznia 2024 – 31 grudnia 2027)
Od 2017 r. jest członkiem Polsko-Rosyjskiej Grupy do Spraw Trudnych.
Członek Polskiego Towarzystwa Historycznego, Toruńskiego Towarzystwa Naukowego, Rady Naukowej Instytutu Europy Środkowo-Wschodniej w Lublinie, Association internationale d’histoire contemporaine de l’Europe z siedzibą w Strasburgu i Genewie. Utrzymuje stałą współpracę z ośrodkami naukowymi na terenie Rosji, Francji, Austrii, Wielkiej Brytanii i Stanów Zjednoczonych.
W 2013 r. otrzymał Nagrodę KLIO w kategorii „monografia naukowa” za książkę pt. O Piłsudskim, Dmowskim i zamachu majowym. Dyplomacja sowiecka wobec Polski w okresie kryzysu politycznego 1925-1926. Ta sama praca została też uznana za książkę miesiąca przez Magazyn Literacki „Książki” i była nominowana w plebiscycie na „Książkę Historyczną Roku”. W 2018 r. Instytut Józefa Piłsudskiego w Ameryce przyznał mu nagrodę Wacław Jędrzejewicz History Medal „za wybitne osiągnięcia w dziedzinie historii, a szczególnie badań dotyczących okresu XX-lecia Międzywojennego w Polsce”. W 2021 r. otrzymał wraz z Markiem Kornatem nagrodę Ministra Spraw Zagranicznych w kategorii „Najlepsza publikacja w języku polskim z zakresu historii polskiej dyplomacji” za monografię pt. Józef Beck. Biografia. W tym samym roku książka ta została uznana za najlepszą w konkursie „Książka Historyczna Roku im. Karola Modzelewskiego”. We wrześniu 2024 roku otrzymał Nagrodą im. Joachima Lelewela. W lutym 2025 roku zwyciężył w 12. edycji nagrody im. profesora Jerzego Michalskiego na „najlepszą recenzję naukową z zakresu historii opublikowaną w polskim czasopiśmie naukowym”
Specjalizuje się w historii dyplomacji, historii II Rzeczypospolitej, sowietologii, biografistyce, współczesnej historiografii rosyjskiej i polskiej. Jest badaczem mniejszości narodowych w Polsce i Europie.
Prowadził wykłady gościnne w Université Michel de Montaigne – Bordeaux 3 we Francji i Rosyjskim Państwowym Uniwersytecie Humanistycznym w Moskwie, pełnił funkcję tutora w Les Ecoles Militaires Saint-Cyr – Coëtquidan (Francja).
Autor ponad 250 publikacji naukowych i około 130 publikacji popularnonaukowych ogłoszonych w językach polskim, angielskim, niemieckim, francuskim, rosyjskim i włoskim.
W 2012 roku został odznaczony Medalem Komisji Edukacji Narodowej, a w 2021 roku Medalem Stulecia Odzyskanej Niepodległości. W grudniu 2024 roku został wyróżniony Medalem „Pro Patria”.

## Wybrane publikacje

### Książki
- Alfred Chłapowski (1874-1940). Biografia ambasadora Polski we Francji, Toruń 1999 [dodruk: 2001], 342 s.
- Generał dywizji Bolesław Wieniawa-Długoszowski. Biografia wojskowa, Toruń 2000 [dodruk: 2008], 160 s.
- Francja-ZSRR. Stosunki polityczne w latach 1924–1932, Toruń 2004, 674 s.
- Треугольник Москва-Варшава-Берлин. Очерки истории советско-польско-германских отношений в 1918-1939 гг., Санкт-Петербург 2011, 220 s. (wspólnie z Julią Kantor).
- O Piłsudskim, Dmowskim i zamachu majowym. Dyplomacja sowiecka wobec Polski w okresie kryzysu politycznego 1925-1926, Kraków 2013, 462 s.
- „Ojczyźnie służy”. Damian Stanisław Wandycz (1892-1974), Bełchatów-Kraków-Warszawa 2015, 303 s.
- Przerwana droga do Niepodległej. Kazimierz Piątek „Herwin” (1886-1915), Warszawa 2016, 340 s.
- Józef Beck. Biografia, Kraków 2020, 1152 s. (wspólnie z Markiem Kornatem).

### Redakcje, współredakcje, edycje źródeł
- Nad Bałtykiem. W kręgu polityki, gospodarki, problemów narodowościowych i społecznych w XIX i XX wieku. Księga jubileuszowa poświęcona Profesorowi Mieczysławowi Wojciechowskiemu, zbiór studiów pod redakcją Zbigniewa Karpusa, Jarosława Kłaczkowa i Mariusza Wołosa, Toruń 2005, 1258 s.
- Z dziejów chrześcijaństwa. Studia, szkice i materiały, praca zbiorowa pod redakcją Piotra Kurlendy i Mariusza Wołosa, t. I, Poznań 2007, 148 s.
- Polskie Dokumenty Dyplomatyczne. 1931, red. Mariusz Wołos, Warszawa 2008, LI + 852 s.
- Organizacje młodzieżowe w XX wieku. Struktury, ideologia, działalność, pod red. Patryka Tomaszewskiego i Mariusza Wołosa, Toruń 2008, s. 366.
- Polska bez Marszałka. Dylematy piłsudczyków po 1935 roku, zbiór studiów pod red. Mariusza Wołosa i Krzysztofa Kani, Toruń 2008, 429 s.
- Революционная Россия 1917 г. и польский вопрос. Новые источники, новые взгляды. Сборник статей, ответственные ред. Мариуш Волос и Александр Орехов, Москва 2009, 335 s.
- Мюнхенское соглашение 1938 года: история и современность. Сборник статей, pед. Наталья С. Лебедева, Мариуш Волос, составитель: Юрий М. Коршунов, Москва 2009, 429 s.
- Русско-польские языковые, литературные и культурные контакты, ответственные редакторы: Стефан Гжибовский, Виктор Хорев, Мариуш Волос, Москва 2009, 336 s.
- Польские исследователи Сибири, ответственные редакторы: Болеслав Сергеевич Шостакович, Мариуш Волос, Петр Глушковский, Санкт-Петербург 2011, 168 s.
- Народы Габсбургской монархии в 1914-1920 гг.: от национальных движений к созданию национальных государств, t. I, отв. ред.: Мариуш Волос, Григорий Шкундин, Москва 2012, 456 s. + 45 ilustracji i 4 mapy.
- Z dziejów chrześcijaństwa. Studia, szkice i materiały, praca zbiorowa pod redakcją Piotra Kurlendy i Mariusza Wołosa, t. II, Poznań 2012, 292 s.
- Проблемы российско-польской истории и культурный диалог. Материалы Международной научной конференции (Новосибирск, 23-24 апреля 2013 г.), отв. ред. Мариуш Волос, Наталья Петровна Матханова, Новосибирск 2013, 576 s.
- Wiek nienawiści, studia pod red. Edmunda Dmitrówa, Jerzego Eislera, Mirosława Filipowicza, Mariusza Wołosa i Grzegorza P. Bąbiaka, Warszawa 2014, 479 s.
- Bolesław Wicherkiewicz und die polnische Frage im Jahr 1915 / Bolesław Wicherkiewicz i jego wizja sprawy polskiej w 1915 roku, herausgegeben von/wydali Bogusław Dybaś, Rudolf Jaworski, Mariusz Wołos, Wien/Wiedeń 2016, 194 s.
- Polonais et Roumains dans la Première Guerre mondiale. Études et essais, sous la direction de Marek Kornat, Małgorzata Willaume et Mariusz Wołos, Kraków 2017, 147 s.
- Dokumenty do historii stosunków polsko-sowieckich 1918–1945, red. serii Mariusz Wołos, t. I: 1918–1926, red. tomu Jan Jacek Bruski, Mariusz Wołos, cz. 1: Polska między Rosją „białą” a „czerwoną” (listopad 1918 – marzec 1921), Warszawa 2020, LXXXVII + 751 s.
- Dokumenty do historii stosunków polsko-sowieckich 1918–1945, red. serii Mariusz Wołos, t. I: 1918–1926, red. tomu Jan Jacek Bruski, Mariusz Wołos, cz. 2: Poszukiwanie normalizacji (kwiecień 1921 – maj 1926), Warszawa 2020, 950 s.
- Galicyjskie drogi ku niepodległości, red. Stanisław Koziara i Mariusz Wołos, Kraków 2022, 234 s.
- Protokoły posiedzeń Rady Ministrów Rzeczypospolitej Polskiej 1918–1923, t. XI: Gabinet Władysława Sikorskiego 16 grudnia 1922 – 26 maja 1923, oprac. Mariusz Wołos, Warszawa 2023, 935 s. (w ramach serii wydawniczej „Protokoły posiedzeń Rady Ministrów Rzeczypospolitej Polskiej 1918–1923”).